# PACS
PACS (англ. Picture Archiving and Communication System) — системы передачи и архивации DICOM-изображений, предполагают создание специальных удалённых архивов на DICOM Server'ах, где весьма объемный архив может длительное время существовать в «горячем» виде и быть быстро доступным для поиска и просмотра интересующей информации по DICOM-сети.

## Система DICOM PACS
Архитектура PACS представляет собой медицинскую информационную систему, построенную по технологии DICOM Клиент-сервер (Client/Server), базирующуюся на стандарте DICOM и состоящую из взаимосвязанных компонентов:
- медицинского DICOM-оборудования DICOM Client — Service Class User (SCU),
- одного (обязательно) или нескольких DICOM Server'ов — Service Class Provider (SCP),
- одной или несколько Рабочих Диагностических DICOM-станций — Service Class User (SCU),
- одного или нескольких DICOM Print'еров (не обязательно) — Print Management Service Class

которые в совокупности составляют основу Радиологической информационной системы RIS (Radiology Information System), являющуюся частью  Клинической информационной системы HIS (Hospital Information System).

## Представление PACS-RIS сервисов

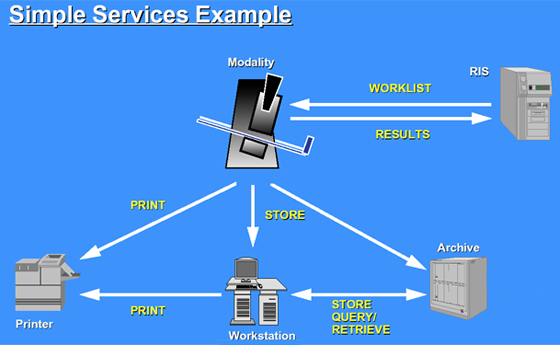
DICOM in a Nutshell DICOM in a Nutshell. (Philips Medical Systems Nederland B.V.)

Обеспечение в PACS системе функций интеграции и взаимодействия с медицинским радиологическим оборудованием (Рентген, компьютерная томография, ЯМР томография (МРТ) и т. п.), DICOM станциями обработки и DICOM принтерами основано на сетевом TCP/IP DICOM Протокол-е, для чего на обеих сторонах взаимодействующих объектов достаточно прописать IP-адрес, Порт (TCP/IP) и AETitle в конфигурационных файлах DICOM приложений или DICOM сервисах.
DICOM протокол, в силу отсутствия механизмов привязки к конкретной операционной системе OS, позволяет объединять в PACS систему медицинские DICOM комплексы, DICOM серверы, DICOM станции и DICOM принтеры, построенные на разных операционных системах: Windows (начиная с NT версий), Linux, MacOS X (FreeBSD) и Unix.
Установление доверительных отношений между территориально разнесёнными PACS системами, или PACS системой и DICOM Client-том, производится путём установления VPN (Virtual Private Network) соединения с образованием профессиональной медицинской Интранет (IntraNet) сети, работающей по DICOM Протоколу.

## DICOM Client
DICOM Клиент представляет собой медицинский аппарат со встроенным DICOM Client сервисом (SCU) для передачи на DICOM Сервер исследований в виде группы DICOM файлов по DICOM Протокол-у.
По этой технологии построено медицинское цифровое DICOM оборудование для следующих областей медицины: (в скобках указано исследование — Modality — по DICOM Стандарту):
- цифровая рентгенография — digital radiography (DR),
- компьютерная рентгенография — computed radiography (CR),
- ангиография — angiography (XA),
- компьютерная томография — computed tomography (CT),
- ядерно-магнитная томография — magnetic resonance (MR),
- позитронно-эмиссионная томография — positron emission tomography (PET),
- маммография — mammograms (MG),
- ультразвуковая диагностика — ultrasound (US),
- эндоскопия — endoscopy (ES) и т. п.

Для передачи на DICOM Сервер каждый DICOM файл, генерируется DICOM Клиентом в момент передачи из элементов внутренней базы данных и кадра (или серии кадров) исследования пациента, сохранённых на твердых носителях медицинского аппарата. Для этого DICOM Клиент «договаривается» с DICOM Сервером по DICOM Протоколу на передачу каждого DICOM файла.
Для получения DICOM файла (или группы DICOM кадров) так же задействуется сервис DICOM Client (SCU), который, при помощи SQL запросов в базу данных DICOM Сервера — сервис DICOM Server (SCP) на другой стороне, инициирует процесс передачи файлов по DICOM Протоколу на DICOM Станцию обработки медицинских изображений.

## DICOM Server
DICOM Server — DICOM Сервер представляет собой программно-аппаратный комплекс.
DICOM Сервер обеспечивает сохранение информации о пациенте, его исследованиях, DICOM сериях и изображениях, находящихся в этих DICOM сериях (файлах).
Сервер обрабатывает запросы от DICOM Клиент-ов, поступивших по DICOM Протокол-у, и отправляет результаты обработки запросившему их DICOM Клиент-у по тому же протоколу.
Работа DICOM Сервер-а начинается с разбора DICOM команд и DICOM файлов на компоненты, значимые описания компонентов которых сохраняются в Базе Данных.
По запросу DICOM Клиент-а DICOM Сервер пересылает ему DICOM файлы, используя для этого DICOM Протокол.

## DICOM WorkStation
DICOM WorkStation — Рабочая DICOM Станция — представляет собой Диагностическую рабочую DICOM станцию — DICOM Client — обязательный компонент медицинских PACS систем, на который возложена миссия помощи медицинскому персоналу в проведении максимально достоверных диагностических исследований.
Рабочая DICOM Станция представляет собой программно-аппаратный комплекс с расширенными функциями обработки и визуализации медицинских изображений, где обработка частично выполняется программно, а частично реализуется на электронном уровне, что позволяет проводить сложные специализированные манипуляции с объектом в Реальном Времени при минимальном времени обследования. В этом заключается одно из принципиальных отличий Рабочих DICOM Станций от DICOM Viewer-ов, реализованных только на программном уровне, имеющие упрощённые функции обработки, и, как следствие, ограниченные возможности диагностики.
Рабочая DICOM Станция комплектуется одним или несколькими Медицинскими Монитороми Medical Monitor высокого разрешения, который поддерживают внутреннюю DICOM LUT таблицу, не менее 12-ти бит на пиксель.
Если Рабочая DICOM Станция локально работает с радиологическим аппаратом то на ней устанавливают «DICOM Server» для передачи на него DICOM файлов от аппарата (или группы аппаратов), поддерживающих DICOM Протокол.
Рабочая DICOM Станция, в зависимости от специализации по виду обрабатываемых данных, может быть:
- Радиологической или Рентгенологической (широкого профиля),
- Ангиографической (универсальной XA),
- Кардиологической (специализированной на кардиологических исследованиях),
- Томографической (CT, MR, PET …),
- Ультразвуковой (US),
- Маммографической (MG),
- Эндоскопической (ES),
- Микроскопической и т. п.

Рабочая DICOM Станция, в зависимости от типа обработки подразделяются на:
- Станции 2D Обработки медицинских изображений,
- Станции 3D (4D) Реконструкции медицинских изображений,
- Станции Цифрового TV Захвата и конвертации в DICOM серии медицинских TV изображений,
- Станции Оцифровки Плёнок (Дигитайзеры плёнок или пластин на запоминающих люминофорах) с конвертацией в DICOM формат,
- CAD — Узко-специализированные автоматизированные системы диагностики.

Отдельные Рабочие DICOM Станции могут сочетать в себе полные или частичные функции станций других типов, такие DICOM станции приближаются к «Универсальным» DICOM станциям обработки медицинских изображений.
Рабочая DICOM Станция, выполняющая некоторые информационно-клинические функции, применяется как «АРМ врача-радиолога» или «АРМ врача-рентгенолога», в зависимости от специализации.

## DICOM Print
DICOM Print — DICOM Печать — представляет процедуру взаимодействия печатающего устройства — DICOM Принтер (DICOM Printer), основанного на стандарте печати PostScript Level3, с внешними DICOM Клиентами Печати — DICOM Print Client-s.
Печатающее устройство, осуществляющее функцию DICOM Print, является DICOM Принтером — DICOM Printer (плёночных высокого разрешения или полноцветных), на котором работает служба DICOM Сервер Печати — DICOM Print Server.
DICOM Протокол (DICOM Сервис — Print Management Service Class) обеспечивает передачу как управляющих команд и конфигурационных файлов печати, так и DICOM файлов, на DICOM Принтер.
При размере плёнки 17"x17" и 320dpi (основное разрешение DICOM Принтеров) файл печати достигает 60MB и, для поддержки очереди печати, на DICOM Принтере устанавливается жесткий диск.

## Модальности медицинских изображений в стандарте DICOM 3.0
Хранение изображений, полученных с помощью диагностического оборудования, осуществляется в стандарте DICOM 3.0. Типы (модальности) поддерживаемых стандартом DICOM медицинских изображений представлены ниже:
- EPS — Электрофизиология сердца (Cardiac Electrophysiology);
- CR — Компьютерная рентгенография (Computed Radiography);
- CT — Компьютерная томография (Computed Tomography);
- DX — Цифровая рентгенография (Digital Radiography);
- ECG — Электрокардиография (Electrocardiography);
- ES — Эндоскопия (Endoscopy);
- XC — Наружная фотография (External-camera Photography);
- GM — Микроскопия общего назначения (General Microscopy);
- HD — Кривые кровотока (Hemodynamic Waveform);
- IO — Рентгенография ротовой полости (Intra-oral Radiography);
- IVUS — Внутрисосудистый ультразвук (Intravascular Ultrasound);
- MR — Магнитно-резонансная томография (Magnetic Resonance);
- MG — Маммография (Mammography);
- MS — Микроскопия (Microscopy);
- NM — Ядерная медицина (Nuclear Medicine);
- OP — Офтальмологическая фотография (Ophthalmic Photography);
- PX — Панорамная рентгенография (Panoramic X-Ray);
- PT — Позитронно-эмиссионная томография (Positron emission tomography);
- RF — Рентгенофлюороскопия (Radiofluoroscopy);
- RG — Рентгенография (Radiographic imaging);
- SM — Слайд-микроскопия (Slide Microscopy);
- US — Ультразвуковая диагностика (Ultrasound);
- XA — Рентгеновская ангиография (X-Ray Angiography);
- BI — Биомагнитные изображения (Biomagnetic imaging);
- CD — Цветовое доплеровское картирование (Color flow Doppler);
- DD — Двойное доплеровское картирование (Duplex Doppler);
- DG — Диафанография (Diaphanography);
- LS — Поверхностное лазерное сканирование (Laser surface scan);
- ST — Однофотонная эмиссионная компьютерная томография (Single-photon emission computed tomography (SPECT));
- TG — Термография (Thermography);
- HC — Твердая копия (Hard Copy);
- AU — Аудиозаписи (Audio);
- SR — Документ структурированного отчёта (SR Document);
- SMR — Стереометрическое взаимодействие (Stereometric Relationship);
- SC — Вторичный захват (Secondary Capture);
- OT — Другое (Other).

К модальности Secondary Capture (SC) относятся изображения, полученные путём вторичной обработки уже имеющихся медицинских изображений, в том числе:
- оцифровка аналогового видеосигнала с помощью плат и устройств захвата изображений (обычно ставятся между компьютером диагностического устройства и его монитором);
- оцифровка изображений, экспонированных на повторно используемые аналоговые носители (в специальных устройствах, поставляемых в составе PACS-систем);
- сканирование рентгеновских плёнок на специализированных и офисных сканерах;
- захват содержания экрана монитора;
- сканирование бумажных документов, например распечаток электрокардиограмм;
- съём изображений с устройств, порождающих изображения без привязки к определённой модальности, например: видеопетля трехмерной реконструкции или субтракционной ангиографии.

## Безопасность PACS архивов и рабочих станций
Безопасность осуществляется при помощи взаимного прописывания DICOM узлов:
- AE_Title (Application entity) наименование DICOM узла;
- IP DICOM узла;
- Port DICOM узла.
- В некоторых реализациях протокола возможно применение TLS/SSL